# Ettore Luccini
Ettore Luccini (Genova, 21 giugno 1910 – Padova, 1978) è stato un docente italiano di filosofia e storia in diversi istituti superiori a Treviso e a Padova.

## Biografia
Nei primi anni quaranta, trascorsi a Treviso, fu vicino agli ambienti del PCI e alla Resistenza. Fondò proprio in questi anni il Circolo "Italia-Urss", un luogo d'incontro per i giovani intellettuali e artisti trevigiani, dove si tenevano dibattiti e piccole esposizioni d'arte; tra i più noti partecipanti si ricordano Giovanni Comisso e Andrea Zanzotto.
L'esperienza di "Italia-Urss" si riproporrà in maniera più matura negli anni cinquanta con il Circolo del Pozzetto, nel quale ebbe particolare rilievo l'esperienza amicale e artistica del pittore Antonio Zancanaro, al quale nel 1937 fu Luccini a organizzare la prima mostra, quando ancora era collaboratore a Padova della rivista Il Bò, con l'amico e collega Eugenio Curiel.
La sua sensibilità di organizzatore culturale e le doti di educatore, che mettevano sempre al centro il ruolo dei giovani, sono ricordate come le principali doti che Luccini aveva, facendolo essere figura centrale nel panorama artistico-letterario della Treviso del secondo dopoguerra.
Negli anni collezionò anche un buon numero di opere pittoriche venete del primo Novecento.
Ettore Luccini era sposato con la pianista Vera Fadò.
Gli è stato dedicato il centro studi omonimo presente a Padova.

## Citazioni e omaggi
- In occasione della mostra tenutasi a Treviso per il ventennale della sua scomparsa è stato definito comunista socratico[2], in conformità con l'impegno politico che sempre lo caratterizzò e con la grande passione per la grecità.